# Dendrobium aphrodite
Dendrobium anosmum es una especie de orquídea de hábito epífita; originario de Asia.

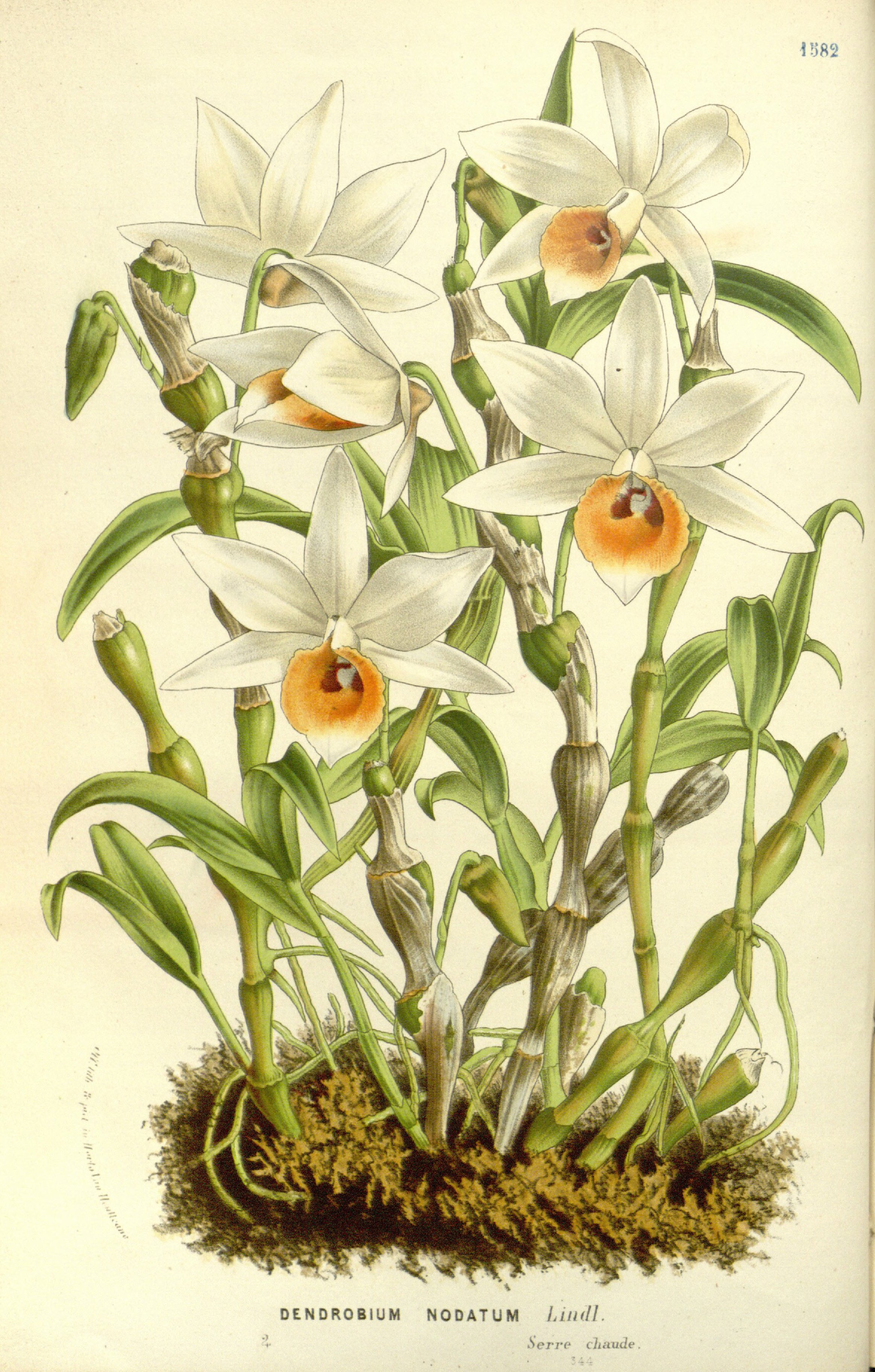
Ilustración

## Descripción
Es una orquídea de tamaño pequeño a mediano, con hábitos de epífita, esbelta, de ramificación, con tallos suberectos  que están hinchados en los nudos y que lleva unos pocas hojas, oblongo -obtusas y caducas. Florece en la primavera en una inflorescencia axilar, con 1-2 flores delicadamente perfumadas que surgen de los nodos de la hoja superior de cañas sin hojas y que se puede producir por varias temporadas,  ocurren desde marzo hasta mayo, pero solo si se ha dado un descanso muy seco y frío en invierno hasta que los brotes aparecen y luego se proporciona agua y fertilizante en exceso.

## Distribución y hábitat
Se encuentra en la parte superior de los árboles más altos en los Montes Tenasserim en Birmania y en Tailandia en las elevaciones alrededor de 1400 metros.

## Taxonomía
Dendrobium aphrodite  fue descrita por  Heinrich Gustav Reichenbach  y publicado en Botanische Zeitung (Berlin) 20: 246. 1862.
Etimología
Dendrobium: nombre genérico que procede de la palabra griega (δένδρον) dendron = "tronco, árbol" y (βιος) Bios = "Vida", en resumen significa "viven sobre los troncos de los árboles" (por su naturaleza epifita).
aphrodite: epíteto otorgado en honor de "Afrodita".
Sinonimia
- Callista aphrodite (Rchb.f.) Kuntze
- Dendrobium nodatum Lindl.[1][5]